# Tarcisio Isao Kikuchi
Tarcisio Isao Kikuchi, född 1 november 1958 i Miyako i prefekturen Iwate, är en japansk kardinal i Romersk-katolska kyrkan. 
Kikuchi arbetade under många år i Afrika, bland annat som missionär i Ghana. Han har även arbetat med flyktingar från folkmordet i Rwanda 1994.
Sedan 2017 är han ärkebiskop av Tokyo. Sedan 2023 leder han Caritas internationalis, katolska kyrkans konfederation för humanitärt arbete. Kikuchi upphöjdes till kardinal 7 december 2024 av påve Franciskus.